# (367789) 2011 AG5
El asteroide (367789) 2011 AG5 (también escrito 2011 GA5) es un asteroide cercano a la Tierra y un objeto potencialmente peligroso. Tiene un arco de observación de 256 días, y se encuentra en las listas del sistema de monitoreo Sentry con una clasificación de nivel 1 en la escala de Turín. Una calificación de Torino 1 es un descubrimiento de rutina en el que se prevé que el objeto pase cerca de la Tierra sin presentar un nivel inusual de peligro. El asteroide fue descubierto el 1 de enero de 2011 con un telescopio reflector del Observatorio del Monte Lemmon (Sierra de Santa Catalina, en Arizona). El asteroide tiene un diámetro de más de 140 metros, y esta enlistado por el Centro de Planetas Menores para un potencial acercamiento próximo a la Tierra en el año 2040 con más de 0,001920 UA (287 200 km; 178 500 mi).
Clones virtuales del asteroide que se ajustan a la región de incertidumbre en la trayectoria conocida muestran cinco impactos potenciales entre 2040 y 2047.
Tiene una posibilidad sobre 625 de impactar contra la Tierra. En septiembre de 2013, habrá una oportunidad para marcar observaciones adicionales del 2011 AG5 cuando este venga con 147 millones de kilómetros de la Tierra, haciendo el primer reconocimiento de su trayectoria. El 3 de febrero de 2023, el asteroide pasará a 0,01 UA (unidad astronómica) de la Tierra, o sea a 1,5 millones de km.
Eso permitirá refinar la trayectoria conocida.
Hasta octubre de 2011, los asteroides 2011 AG5 y 2007 VK184 son los dos únicos objetos cercanos a la Tierra que se encuentran por encima del nivel 0 en la escala de Turín. Con un índice de –1,12 en la Escala Técnica de Palermo, las probabilidades de impacto del 2011 AG5 son de alrededor de 13 veces menos que el nivel de riesgo básico de impactos de objetos contra la Tierra, el cual se define como el promedio de riesgo generado por los objetos del mismo tamaño (o más grandes) en los últimos años hasta la fecha del impacto potencial.
En una prueba simulación de órbita del Laboratorio de Propulsión a Chorro de la NASA, debido a la excentridad de su órbita, el asteroide pasa muy cerca a la Tierra, aproximadamente, el 5 de febrero y el 9 de junio de 2040. (véase Enlaces externos)